# Église Saint-Martin de Cherval
L'église Saint-Martin est une église catholique située à Cherval, en France.

## Localisation
L'église est située dans le département français de la Dordogne, sur la commune de Cherval.

## Historique
L'église à nef unique est couverte d'une file de quatre coupoles sur pendentifs. Le choix de coupoles pour les trois premières travées a dû être fait après la réalisation des murs gouttereaux. La construction des murs gouttereaux de cette partie de l'église doit dater de la fin du XIe siècle. Cette église n'était pas voûtée à l'origine. Au début du XIIe siècle, il est décidé de fortifier l'église. Des coupoles sont ajoutées. La poussée des coupoles impose des murs de forte résistance. Des désordres intérieurs montrent que les murs porteurs ne sont pas assez résistants pour reprendre la poussée des coupoles d'autant qu'ils n'ont pas de contreforts. Ils ont été rajoutés au XIXe siècle. Les murs gouttereaux ont été surélevés pour accueillir une chambre de défense au-dessus du voûtement. Des créneaux existent dans les murs. Les entraits reposent directement sur les murs gouttereaux. Dès le XIIe siècle, les églises romanes font appel à des systèmes à chevrons formant fermes ou  des systèmes à pannes.
La travée du chœur et sa coupole ainsi que la façade de l'église ont été ajoutées à la fin du XIIe siècle.
Le clocher a été ajouté au XVIIe siècle.
En 1710, le sieur Beauvayx, marchand, est autorisé à acquérir les droits de banc et de sépulture dans l'église de Cherval qui appartenaient à la famille Roux de la Motte. Il s'est aussi engagé à construire à ses frais une chapelle sous le titre du mystère de la Naissance de Notre-Dame. La chapelle doit avoir 16 pieds de long et 10 pieds de large à l'intérieur et 16 pieds de hauteur.
L'église est restaurée par le Service des monuments historiques en 1962. Une nouvelle restauration est entreprise en 2023.

## Protection
L'église a été classée au titre des monuments historiques le 10 février 1913,.

## Galerie de photos

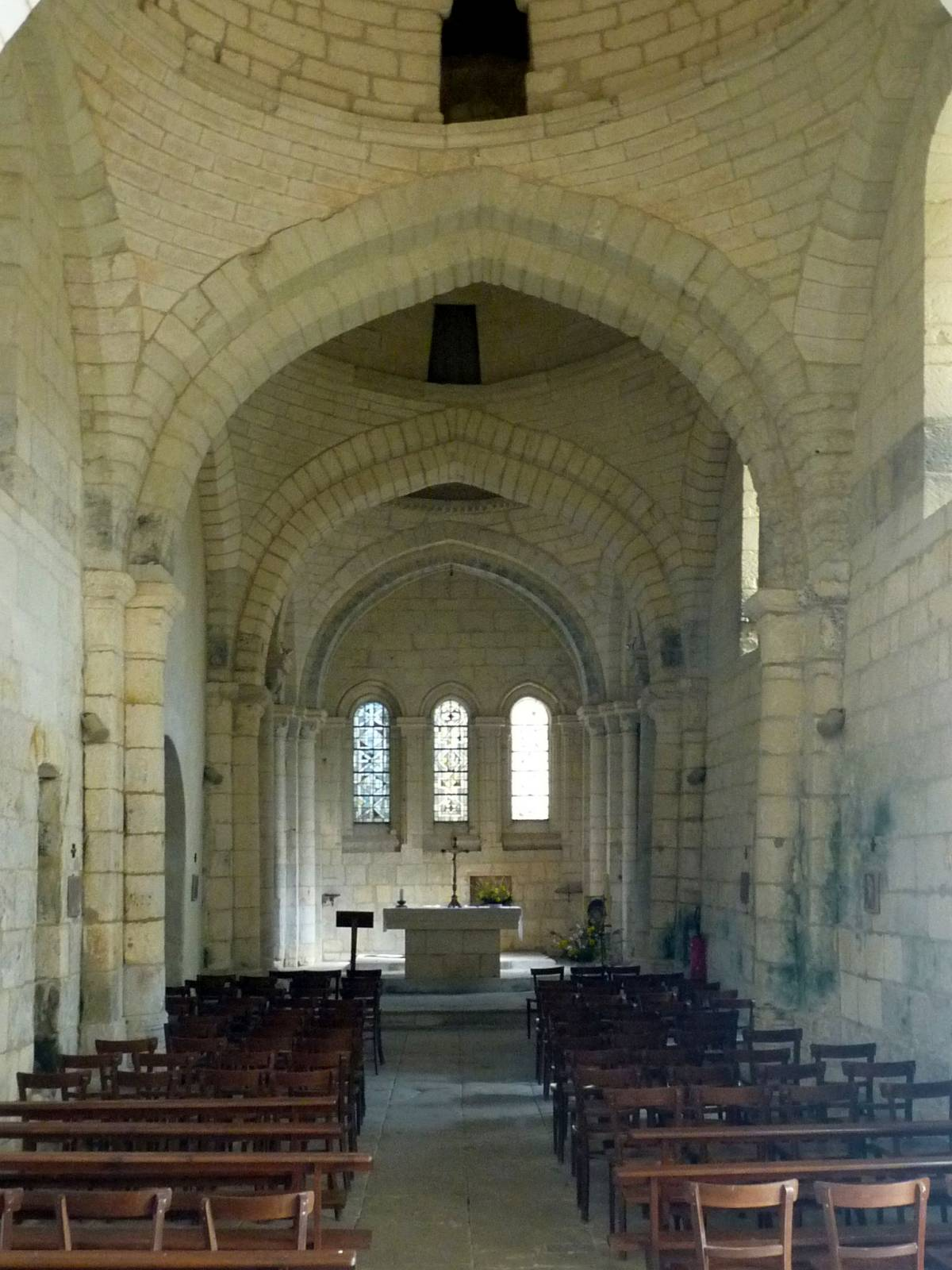
Nef sur file de coupoles.
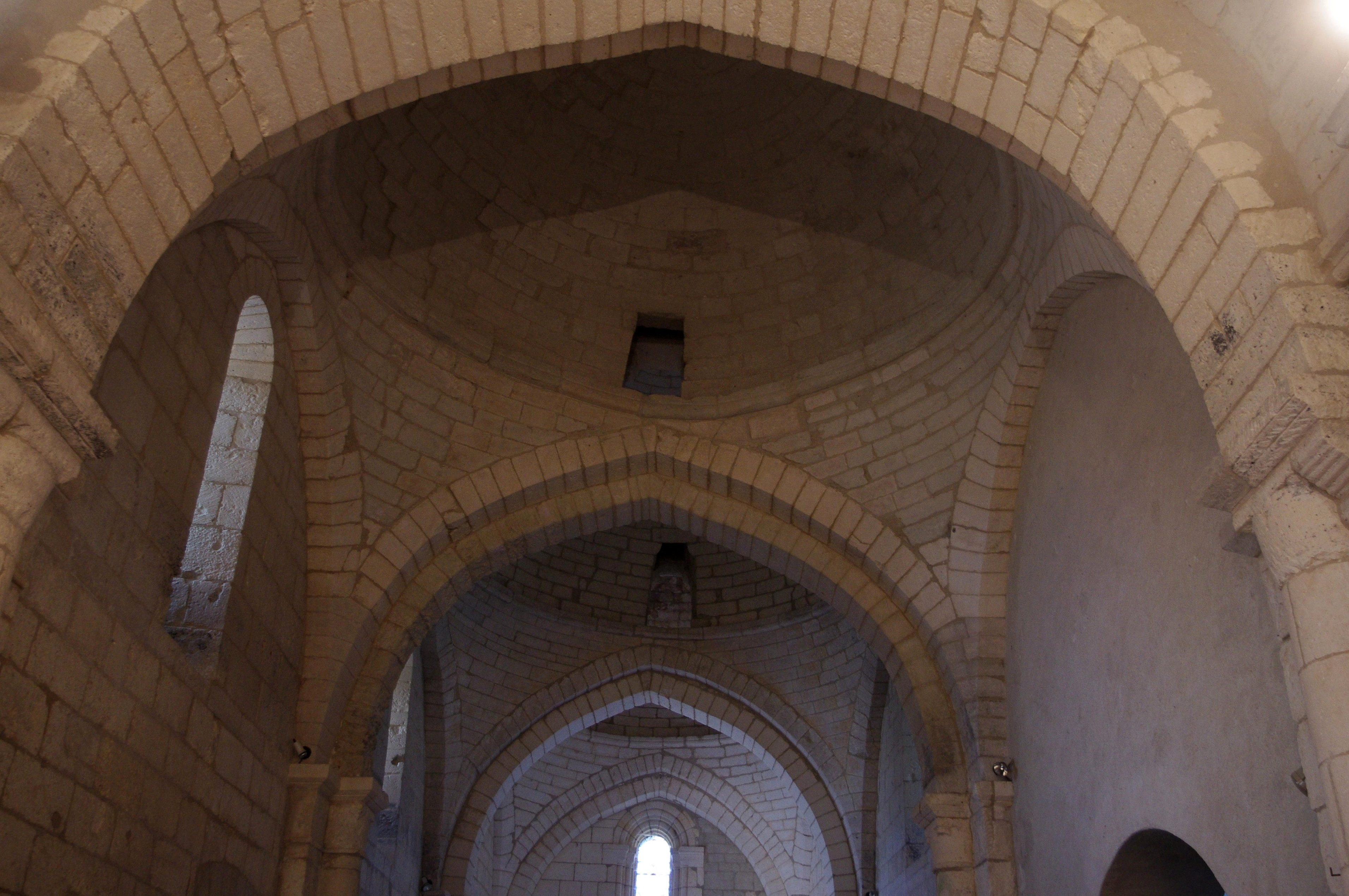
Coupoles.
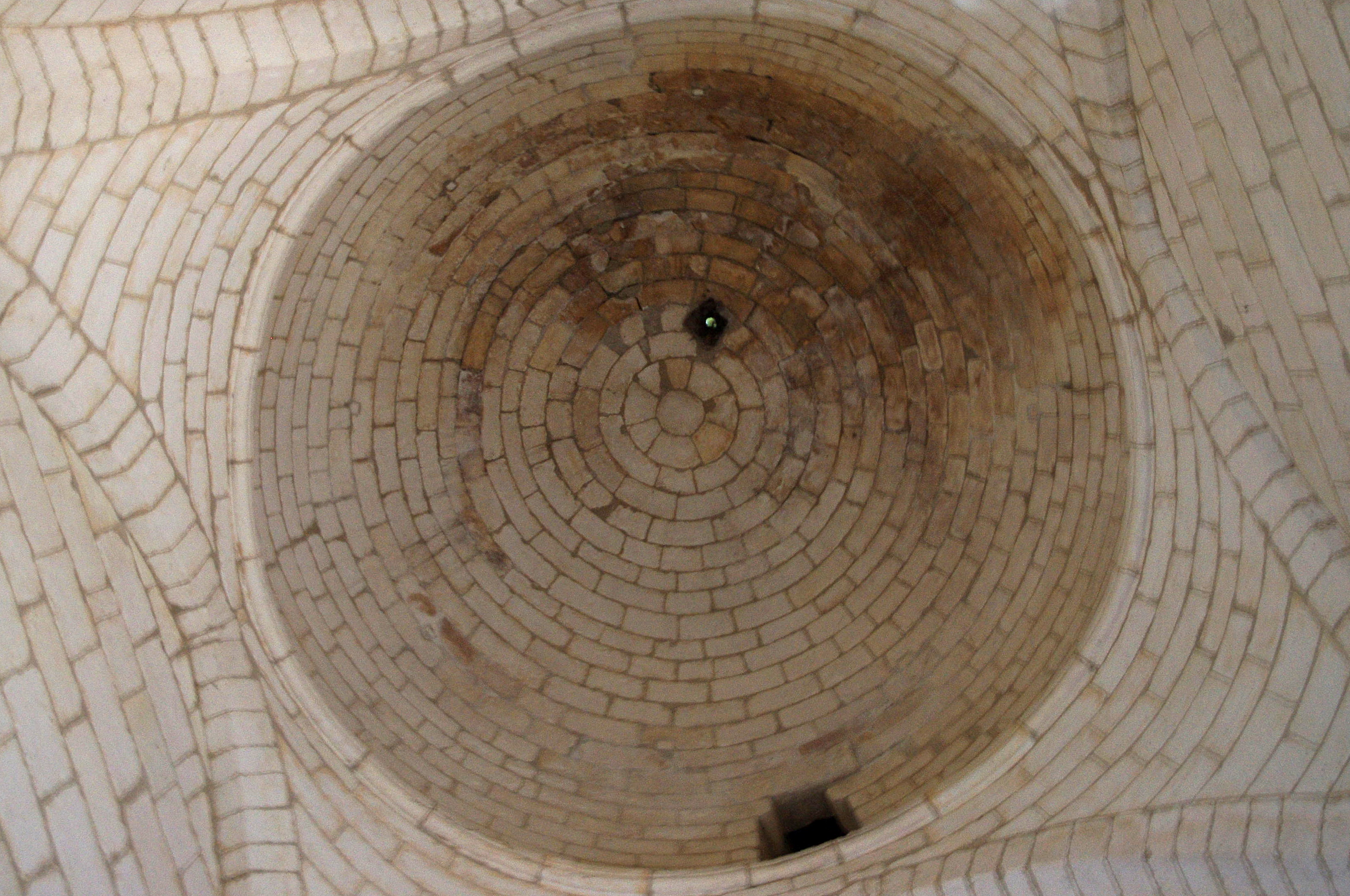
Coupole sur pendentif.
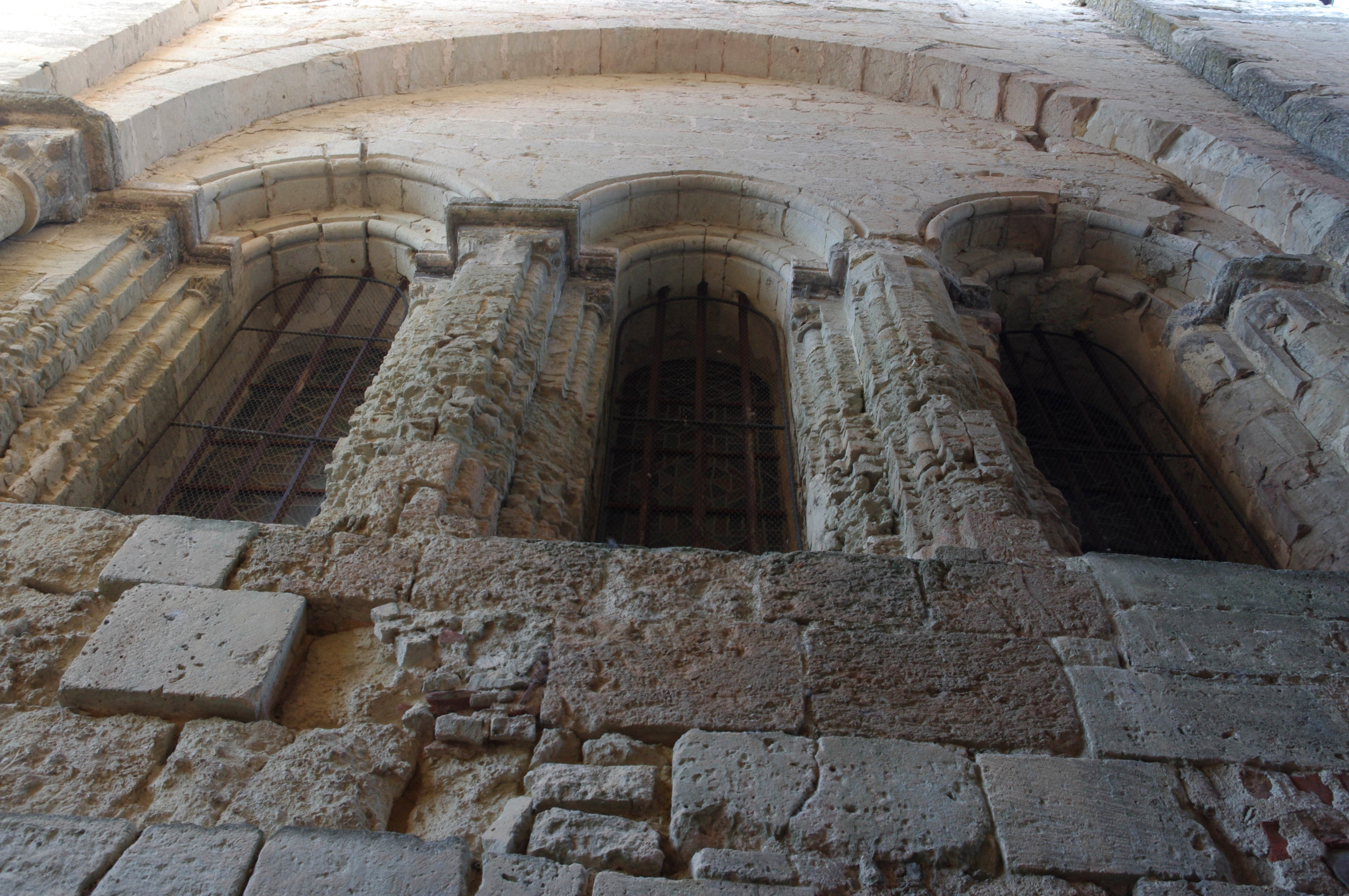
Fenêtres du chevet.